# Gephyromantis ventrimaculatus
A Gephyromantis ventrimaculatus   a kétéltűek (Amphibia) osztályába és  a békák (Anura) rendjébe aranybékafélék (Mantellidae) családjába tartozó faj. 

## Előfordulása
Madagaszkár endemikus faja. A sziget keleti partvidékén, Andasibétől  az Andonahela Nemzeti Parkig, 50–1050 m-es tengerszint feletti magasságban honos.

## Megjelenése
Kis méretű Gephyromantis faj. A  hímek testhossza 20–23 mm, a nőstényeké 24–26 mm. Feje széles. Háta erősen szemcsézett, színe vörösesbarna. Hasi oldala fekete színű, kék vagy szürke márványos mintázattal. Orrlyukai közelebb helyezkednek el az orrcsúcsához, mint a szemeihez. Hallószerve jól kivehető. Nincs úszóhártyája.

## Természetvédelmi helyzete
A vörös lista a nem fenyegetett fajok között tartja nyilván. Több védett területen, a Ranomafana Nemzeti Park ban, az Andohahela Nemzeti Parkban,  az Analamazaotra Speciális Rezervátumban és a Manombo Rezervátumban is megtalálható